# Gouvernement Martens VIII
Royaume de Belgique
Martens VII Martens IX
Le gouvernement Martens VIII dirigea la Belgique du 9 mai 1988 au 29 septembre 1991.
Il s'agissait d'un gouvernement de coalition pentapartite entre sociaux-chrétiens, socialistes et Volksunie. Il se composait de 19 ministres et 13 secrétaires d'État.
Pour les socialistes, le gouvernement Martens VIII marque le début d'une période de présence gouvernementale ininterrompue longue de 26 ans. Elle prend fin en 2014, avec le gouvernement Michel.
La Belgique participe à la guerre du Golfe au sein de la coalition menée par les États-Unis contre l'Irak. 

## Composition
| Fonction | Titulaire | Titulaire                    | Titulaire                                    | Parti |
| --- | --------- | ---------------------------- | -------------------------------------------- | ----- |
| Premier ministre |           | Wilfried Martens en 1986     | Wilfried Martens                             | CVP   |
| Vice-Premier ministre et ministre de la Région bruxelloise et des Réformes institutionnelles à partir du 16 janvier 1989 : chargé de la Restructuration du Ministère de l'Éducation nationale Au 11 juillet 1989 : déchargé du ministère de la Région bruxelloise et chargé de la Restructuration de ce Ministère                                                            |           | Philippe Moureaux            | Philippe Moureaux                            | PS    |
| Vice-Premier ministre, ministre des Affaires économiques et du Plan et ministre de l'Éducation nationale à partir du 16 janvier 1989 : chargé de la Restructuration du Ministère de l'Éducation nationale le 16 janvier 1989 : déchargé du département de l'Éducation nationale                                                                                              |           | Willy Claes                  | Willy Claes                                  | SP    |
| Vice-Premier ministre et ministre des Communications et des Réformes institutionnelles |           | Jean-Luc Dehaene             | Jean-Luc Dehaene                             | CVP   |
| Vice-Premier ministre et ministre de la Justice et des Classes moyennes |           | Melchior Wathelet            | Melchior Wathelet                            | PSC   |
| Vice-Premier ministre et ministre du Budget et de la Politique scientifique |           | Hugo Schiltz                 | Hugo Schiltz                                 | VU    |
| Ministre des Relations extérieures (à partir du 23 juin 1989 : ministre des Affaires étrangères) |           | Leo Tindemans en 2006        | Leo Tindemans (jusqu'au 19/06/1989)          | CVP   |
| Ministre des Relations extérieures (à partir du 23 juin 1989 : ministre des Affaires étrangères) |           | Mark Eyskens en 1986         | Mark Eyskens (à partir du 19/06/1989)        | CVP   |
| Ministre des Finances |           | Philippe Maystadt en 1993    | Philippe Maystadt                            | PSC   |
| Ministre du Commerce extérieur |           | Robert Urbain                | Robert Urbain                                | PS    |
| Ministre de la Fonction publique |           | Michel Hansenne              | Michel Hansenne (jusqu'au 02/03/1989)        | PSC   |
| Ministre de la Fonction publique |           | Raymond Langendries          | Raymond Langendries (à partir du 02/03/1989) | PSC   |
| Ministre des Postes, Télégraphes et Téléphones |           | Freddy Willockx              | Freddy Willockx (jusqu'au 16/01/1989)        | SP    |
| Ministre des Postes, Télégraphes et Téléphones |           | Marcel Colla                 | Marcel Colla (à partir du 16/01/1989)        | SP    |
| Ministre des Affaires sociales |           | Philippe Busquin             | Philippe Busquin                             | PS    |
| Ministre de la Défense nationale |           | Guy Coëme                    | Guy Coëme                                    | PS    |
| Ministre des Travaux publics (jusqu'au 16/01/1989) |           | Paula D'Hondt-Van Opdenbosch | Paula D'Hondt-Van Opdenbosch                 | CVP   |
| Ministre de l'Intérieur, de la Modernisation des services publics et des Institutions culturelles et scientifiques nationales |           | Louis Tobback                | Louis Tobback                                | SP    |
| Ministre de l'Éducation nationale (jusqu'au 16/01/1989) : |           | Yvan Ylieff                  | Yvan Ylieff                                  | PS    |
| Ministre de la Coopération au Développement |           | André Geens                  | André Geens                                  | VU    |
| Ministre des Pensions |           | Alain Van der Biest          | Alain Van der Biest (jusqu'au 02/05/1990)    | PS    |
| Ministre des Pensions |           | Gilbert Mottard              | Gilbert Mottard (à partir du 02/05/1990)     | PS    |
| Ministre de l'Emploi et du Travail |           | Luc Van den Brande           | Luc Van den Brande                           | CVP   |
| Secrétaire d'État à l'Énergie, adjoint au ministre des Affaires économiques |           | Élie Deworme                 | Élie Deworme                                 | PS    |
| Secrétaire d'État aux Classes moyennes et aux Victimes de la guerre, adjoint au ministre de la Justice et des Classes moyennes |           | Pierre Mainil                | Pierre Mainil                                | PSC   |
| Secrétaire d'État aux Affaires européennes et à l'Agriculture, adjoint au ministre des Relations extérieures |           | Paul De Keersmaeker          | Paul De Keersmaeker                          | CVP   |
| Secrétaire d'État à la Région bruxelloise (jusqu'au 11/07/1989), adjoint au ministre de la Région bruxelloise |           | Jean-Louis Thys              | Jean-Louis Thys                              | PSC   |
| Secrétaire d'État à l'Environnement et à l'Émancipation sociale, adjointe au Premier ministre |           | Miet Smet en 2014            | Miet Smet                                    | CVP   |
| Secrétaire d'État à l'Europe 1992, adjointe au ministre du Commerce extérieur |           | Anne-Marie Lizin             | Anne-Marie Lizin                             | PS    |
| Secrétaire d'État à la Région bruxelloise (jusqu'au 11/07/1989), adjoint au ministre de la Région bruxelloise |           | Jef Valkeniers               | Jef Valkeniers                               | VU    |
| Secrétaire d'État à la Santé publique et à la Politique des handicapés, adjoint au ministre des Affaires sociales |           | Roger Delizée                | Roger Delizée                                | PS    |
| Secrétaire d'État aux Pensions, adjointe au ministre des Pensions |           | Leona Detiège                | Leona Detiège                                | SP    |
| Secrétaire d'État à la Politique scientifique (jusqu'au 16/01/1989), adjoint au ministre de la Politique scientifique |           | Marcel Colla                 | Marcel Colla                                 | SP    |
| Secrétaire d'État à la Politique scientifique (jusqu'au 16/01/1989), adjoint au ministre de la Politique scientifique |           | Pierre Chevalier             | Pierre Chevalier                             | SP    |
| Secrétaire d'État à l'Éducation nationale, adjoint au ministre de l'Éducation nationale |           | Luc Van den Bossche          | Luc Van den Bossche (jusqu'au 18/10/1988)    | SP    |
| Secrétaire d'État à l'Éducation nationale, adjoint au ministre de l'Éducation nationale |           | Pierre Chevalier             | Pierre Chevalier (à partir du 18/10/1988)    | SP    |
| Secrétaire d'État aux Finances, adjoint au ministre des Finances et secrétaire d'État aux Petites et Moyennes Entreprises, adjoint au ministre des Classes moyennes |           | Herman Van Rompuy            | Herman Van Rompuy (jusqu'au 18/09/1988)      | CVP   |
| Secrétaire d'État aux Finances, adjoint au ministre des Finances et secrétaire d'État aux Petites et Moyennes Entreprises, adjoint au ministre des Classes moyennes |           | Wivina Demeester en 2024     | Wivina Demeester (à partir du 18/09/1988)    | CVP   |
| Secrétaire d'État aux Réformes institutionnelles (jusqu'au 18/10/1988), adjoint aux ministres des Réformes institutionnelles |           | Pierre Chevalier             | Norbert De Batselier                         | SP    |
| Secrétaire d'État aux Réformes institutionnelles (à partir du 18/10/1988), adjoint aux ministres des Réformes institutionnelles et secrétaire d'État aux Petites et Moyennes Entreprises, adjoint au ministre des Classes moyennes à partir du 16/01/1989 : chargé également de la Restructuration du Ministère des Travaux publics, adjoint au ministre des Communications. |           | Jozef Dupré                  | Jozef Dupré                                  | CVP   |